# Тюкачёв, Калистрат Яковлевич
Калистрат Яковлевич Тюкачёв (7 октября 1923, Ярки, Челябинская губерния — 28 декабря 1997) — советский военный, начальник Челябинского высшего танкового командного училища в 1967—1973 годы (после его воссоздания), затем заместитель командующего войсками Среднеазиатского военного округа, генерал-лейтенант ВС СССР (1981).

## Биография
Калистрат Яковлевич Тюкачёв родился 7 октября 1923 года в селе Ярки Ярковского скльсовета Каминской волости Челябинского уезда Челябинской губернии, ныне деревня входит в Куртамышский муниципальный округ Курганской области.
В Рабоче-крестьянской Красной Армии с 15 сентября 1939 года. Окончил Казанское танковое училище. 
Воевал на фронте в качестве командира танка, взвода 232-го танкового батальона (в составе 86-й танковой бригады) и танковой роты (в составе 70-го гвардейского танкового полка) на Брянском (с января по август 1942 года), Воронежском (с август 1942 по март 1943 года), Степном и Карельском фронтах. Начинал в качестве командира разведывательного взвода танкового батальона. Дважды ранен (октябрь 1942 и март 1943 года), в том числе в боях под Харьковом.
Член ВКП(б) (с 1952 года КПСС).
Гвардии старший лейтенант Тюкачёв отличился в боях за реку Свирь 22 и 23 июня 1944 года, после переправы бросился на преследование противников и сумел вместе с ротой очистить ряд населённых пунктов: со своим экипажем уничтожил одну артбатарею и до 38 солдат и офицеров противника, сжёг бронемашину, подавил 7 пулемётных дзотов и первым ворвался в деревню Назарьевская. 28 июня овладел деревнями Капой, Кужой и Шулгуево, уничтожив группу солдат и офицеров противника, а также более десятка повозок с грузами. В бою за Кеснясельки 5 июля при преследовании противника Тюкачёв уничтожил 24 солдат и офицеров, шесть станковых пулемётов, один миномёт и три пушки; 7 июля форсировал реку Лоймож, уничтожив 25 солдат и офицеров противника, 3 миномёта и 5 пушек, способствовав овладению посёлком Копимяки. В боях 10 и 11 июля за Лоймола танки его роты отразили четыре контратаки противника, уничтожив до 70 солдат и офицеров противника, до 10 станковых и ручных пулемётов и до 2 миномётных батарей: Тюкачёв лично уничтожил до 10 солдат, четыре пулемёта и один миномёт.
После войны Тюкачёв служил в Уральском военном округе (Нижний Тагил, Свердловск, лагерь Еланский Свердловской области, лагерь Чебаркуль Челябинской области). Командовал батальоном и полком, а также был заместителем командира дивизии. 
С февраля 1967 по август 1973 года был начальником воссозданного Челябинского высшего танкового командного училища. Генерал-майор танковых войск (19 февраля 1968 года). 
В дальнейшем занимал пост заместителя командующего войсками Среднеазиатского военного округа. Генерал-лейтенант (10 февраля 1981 года).
Калистрат Яковлевич Тюкачёв умер 28 декабря 1997 года. Похоронен в городе Алма-Ате Республики Казахстан.

## Награды
- Орден Александра Невского, 4 августа 1944 года — за образцовое выполнение заданий Командования на фронте в борьбе с немецкими захватчиками и проявленные при этом доблесть и мужество[2]
- Орден Отечественной войны I степени, 6 апреля 1985 года[5]
- Орден Красной Звезды, четырежды[3]:
  - 31 марта 1943 года[2] — за образцовое выполнение заданий Командования на фронте в борьбе с немецкими захватчиками и проявленные при этом доблесть и мужество[1]
  - 14 июня 1944 года — за образцовое выполнение заданий Командования на фронте в борьбе с немецкими захватчиками и проявленные при этом доблесть и мужество[6]
  - (между 1954 и 1958 годом)
  - 1982 год
- Орден «За службу Родине в Вооружённых Силах СССР» III степени, 1975 год[3]
- Медаль «За боевые заслуги», 1951 год[3]
- Юбилейная медаль «За воинскую доблесть. В ознаменование 100-летия со дня рождения Владимира Ильича Ленина»
- Медаль «За победу над Германией в Великой Отечественной войне 1941—1945 гг.»
- Медаль «30 лет Болгарской народной армии», Народная Республика Болгария, 14 сентября 1974 года
- Медаль «30 лет освобождения Чехословакии Советской Армией»[чеш.], Чехословацкая Социалистическая Республика
- Медаль «30 лет Победы над фашистской Германией», Народная Республика Болгария, 6 марта 1975 года
- Медаль «60 лет Монгольской народной армии», Монгольская Народная Республика, 29 декабря 1981 года
- Медаль «40 лет Победы над гитлеровским фашизмом», Народная Республика Болгария, 16 мая 1985 года